# Seymour Skinner
Pour les articles homonymes, voir Skinner.
 (août 2009).
Si vous disposez d'ouvrages ou d'articles de référence ou si vous connaissez des sites web de qualité traitant du thème abordé ici, merci de compléter l'article en donnant les références utiles à sa vérifiabilité et en les liant à la section « Notes et références ».
Seymour Skinner est un personnage fictif de la série télévisée d'animation Les Simpson. Il est le directeur de l'école élémentaire de Springfield. Son véritable nom est Armin Tamzarian,   (Armin Samfairien dans la version québécoise).
Sa voix est interprétée, dans la version originale de la série, par l'acteur Harry Shearer. Michel Modo, puis Gérard Rinaldi (de la seconde partie de la saison 19 à la fin de la saison 22), puis Xavier Fagnon (depuis la saison 23) le doublent dans la version française. Mario Desmarais assure la version québécoise.
Le nom du proviseur Skinner est un gag faisant référence au célèbre psychologue B. F. Skinner, connu pour ses théories qui montrent qu'avec des techniques de traitement appropriées de récompense et de punition (la carotte et le bâton), on peut induire n'importe quel comportement à tout individu.

## Biographie fictive
Seymour Skinner est le bureaucrate éducatif par excellence, constamment préoccupé par une bataille sans moyens contre les ressources scolaires insuffisantes, l'apathie chronique des professeurs, des élèves démotivés et turbulents — Bart en étant l'exemple suprême. Il porte continuellement un costume bleu marine qui, selon ses dires, « ne lui va plus du tout ».
Dans l'épisode C'est moi qui l'ai fait !, on apprend qu'il est hautement allergique aux cacahuètes. Ayant découvert son point faible, Bart décide d'exploiter Skinner tout en le menaçant d'une cacahuète fixée au bout d'un bâton. 
Dans l'épisode Le Quatuor d'Homer, on apprend que Seymour a fait partie du groupe « Les Bémols » (« Be Sharp » dans la version originale et « Si dièse » dans la version québécoise) en compagnie de Barney, Apu et Homer.
L'histoire personnelle de Seymour Skinner est, à l'instar de la plupart des personnages de la série, légèrement tortueuse. C'est un vétéran de la guerre du Viêt Nam, célibataire, vivant seul avec sa vieille mère castratrice. Durant la guerre, il est resté pendant trois ans dans un camp de prisonniers, épisode de sa vie auquel il n'hésite pas à faire référence. Son père, Sheldon Skinner, a fait la Seconde Guerre mondiale sous le commandement d'Abraham Simpson où il était radio.
Cependant, dans l'épisode Le Principal principal, on découvre qu'il ne s'appellerait pas Seymour Skinner mais Armin Tamzarian (ou Samfairien), un loubard orphelin[Quoi ?] dont l'existence se résumait à voler des sacs en conduisant sa moto. Engagé dans l'armée américaine durant la guerre du Viêt Nam, il y rencontre le sergent Seymour Skinner et se met à l'admirer profondément. Lorsque ce dernier meurt au combat (il avait en réalité été fait prisonnier), Armin est chargé d'annoncer la mauvaise nouvelle à Agnès Skinner, la mère du sergent. Alors qu'il allait tout lui dire, celle-ci le prit pour son fils, et il n'eut alors plus le courage de lui avouer la vérité, se faisant passer dorénavant pour son défunt supérieur. Il vit chez elle depuis, et a réalisé le rêve du vrai Seymour Skinner en devenant le proviseur de l'école élémentaire de Springfield.
Lorsque la supercherie est éventée par le retour du véritable Skinner, Armin reprend sa vie précédente. Il est toutefois rappelé à Springfield par ses amis  à la fin de l'épisode et un juge lui accorde l'usage du nom de Skinner pour le passé, le présent et le futur et décrète que personne ne devrait révéler sa véritable identité sous peine de torture. Tandis que le "vrai" Seymour se fait renvoyer de Springfield, attaché sur un wagon de train, Armin retrouve sa place. Il apprend également qu'Agnès était parfaitement consciente qu'il n'était pas son vrai fils, mais qu'elle a joué le jeu avec lui car la vérité ne les auraient pas rendu heureux.
Selon l'épisode La Double Vie de Lisa, il serait né en 1953 et mort en 2010. L'épisode L'Échelle de Flanders révèle quant à lui que Skinner décède à l'âge de 119 ans (après avoir subi une énième farce de Bart Simpson).

## Sa vie en dehors de l'école
En dehors de l'école primaire, Skinner vit toujours chez Agnès, sa mère adoptive, qu'il vouvoie et appelle « Mère ». Celle-ci le materne excessivement et l'empêche de faire quoi que ce soit. Cette interdépendance rappelle parfois le film Psychose d'Alfred Hitchcock (une référence est d'ailleurs faite à ce sujet dans l'épisode Le Grand Frère). Agnès veut également qu'il paie la nourriture qu'il a mangé (et qu'il mange), ce qui l’empêche, entre autres, de se payer une voiture (voir l'épisode Le Gros Petit Ami de Lisa). 
Ses loisirs sont, généralement, de réaliser des portraits chinois de lui-même grâce à la complicité de sa mère durant les vendredis soir. On le voit également de temps à autre errer dans les laveries ou les supérettes comme un vrai célibataire. Plus rarement, il profite de son temps libre pour sortir avec Edna au cinéma, au restaurant ou dans les jardins publics. Il a aussi une  passion pour l'astronomie qu'il fait partager à Bart Simpson dans l'épisode La Comète de Bart.
Skinner est également membre de plusieurs associations, tels que Mensa, une association de surdoués (voir l'épisode Les Gros Q.I.). Il dirige aussi un cours d'ornithologie en compagnie d’Edna Krapabelle, de Moe Szyslak, de Montgomery Burns, de Waylon Smithers, d’Apu Nahasapeemapetilon et du Docteur Hibbert (voir l'épisode Lézards populaires). Il est également espérantiste (il s'exprime en espéranto avec Willie le jardinier) et membre d'une société d'espérantophones (voir l'épisode Diggs). Enfin, comme de nombreux autres personnages, il est membre de la Confrérie des tailleurs de pierre.
Skinner est un fan de la saga Star Wars et surtout d’Obi-Wan Kenobi (voir l'épisode La Rivale de Lisa).

## Sa vie à l'école
À l'école primaire, Skinner apparaît comme un  directeur sévère et obsédé par l'ordre, ce qui fait de lui le pire ennemi de Bart Simpson, bien que, dans plusieurs épisodes, ils fassent preuve d'une grande complicité.
On découvre dans l'épisode Farces et agapes qu'autrefois, Skinner était un proviseur plutôt cool, détendu et sportif, mais qu'un jour, un élève nommé Andy Hamilton l'enferma dans la piscine de l'école élémentaire de Springfield (qui n'existe plus aujourd'hui) qui était remplie de vers de terre. Apparemment, cet épisode traumatisa le principal Skinner qui devint celui que l'on connaît aujourd'hui : fermé, ironique et sévère. 
Depuis l'épisode L'Amour pédagogique, il a une relation avec l'institutrice de cours moyen deuxième année de l'école, Edna Krapabelle. Il avait précédemment demandé la main de Patty Bouvier, l'une des sœurs de Marge Simpson, dans l'épisode Jamais deux sans toi. Cependant, sa relation avec Edna est contrariée par Agnès et par le fait que Skinner ne semble pas prêt pour le mariage. Finalement, ils se séparent (mais on peut les apercevoir ensemble dans certains épisodes des saisons suivantes). 